# Tour Alsace
Il Tour Alsace (it. Giro d'Alsazia) è una corsa a tappe maschile di ciclismo su strada che si svolge in Alsazia, in Francia, ogni anno tra fine luglio e inizio agosto. Dal 2007 è inserita nel calendario dell'UCI Europe Tour, classe 2.2.

## Storia
Creata nel 2004, per le prime tre edizioni rimase una corsa riservata alla categoria dilettanti. Solo dal 2007 è stata elevata a livello professionisti e inclusa nel calendario dell'UCI Europe Tour.

## Albo d'oro
Aggiornato all'edizione 2025.
| Anno | Vincitore                             | Secondo                               | Terzo                                 |
| ---- | ------------------------------------- | ------------------------------------- | ------------------------------------- |
| 2004 | Stéphan Ravaleu                       | Jérôme Chevalier                      | Olivier Grammaire                     |
| 2005 | Alexandr Sabalin                      | Thijs Zonneveld                       | Julien Guiborel                       |
| 2006 | Johannes Fröhlinger                   | Alexandr Pliuschin                    | Nicolas Reynaud                       |
| 2007 | Benoît Luminet                        | Paul Moucheraud                       | Giuseppe Ribolzi                      |
| 2008 | Robert Bengsch                        | Hannes Blank                          | Steve Houanard                        |
| 2009 | Simon Zahner                          | Lubomír Petruš                        | Frederik Wilmann                      |
| 2010 | Wilco Kelderman                       | Hubert Schwab                         | Nicolas Edet                          |
| 2011 | Thibaut Pinot                         | Stian Remme                           | Nikita Novikov                        |
| 2012 | Jonathan Tiernan-Locke                | Alexandr Pliuschin                    | Warren Barguil                        |
| 2013 | Silvio Herklotz                       | Fernando Orjuela                      | Philipp Walsleben                     |
| 2014 | Karel Hník                            | Jack Haig                             | Jan Hirt                              |
| 2015 | Vegard Stake Laengen                  | Sam Oomen                             | Bjørn Tore Hoem                       |
| 2016 | Maximilian Schachmann                 | Scott Davies                          | Kilian Frankiny                       |
| 2017 | Lucas Hamilton                        | Carl Fredrik Hagen                    | Brandon McNulty                       |
| 2018 | Geoffrey Bouchard                     | Marc Hirschi                          | Brandon McNulty                       |
| 2019 | Thomas Pidcock                        | Michal Schlegel                       | Jimmy Janssens                        |
| 2020 | annullata per la Pandemia di COVID-19 | annullata per la Pandemia di COVID-19 | annullata per la Pandemia di COVID-19 |
| 2021 | José Félix Parra                      | Sébastien Reichenbach                 | Leon Heinschke                        |
| 2022 | Finlay Pickering                      | Roland Thalmann                       | Reuben Thompson                       |
| 2023 | Sebastian Berwick                     | Mathys Rondel                         | Frank van den Broek                   |
| 2024 | Joris Delbove                         | Colby Simmons                         | Jørgen Nordhagen                      |
| 2025 | Markel Beloki                         | Kamiel Eeman                          | Axel Mariault                         |